# Beinn Ìme
Beinn Ìme (angielska wymowa: [ˌbɛn ˈiːmə]) – szczyt w Alpach Cowal i Arrochar, w Grampianach Zachodnich. Leży w Szkocji, w regionie Argyll and Bute. 